# Armin Thurnher

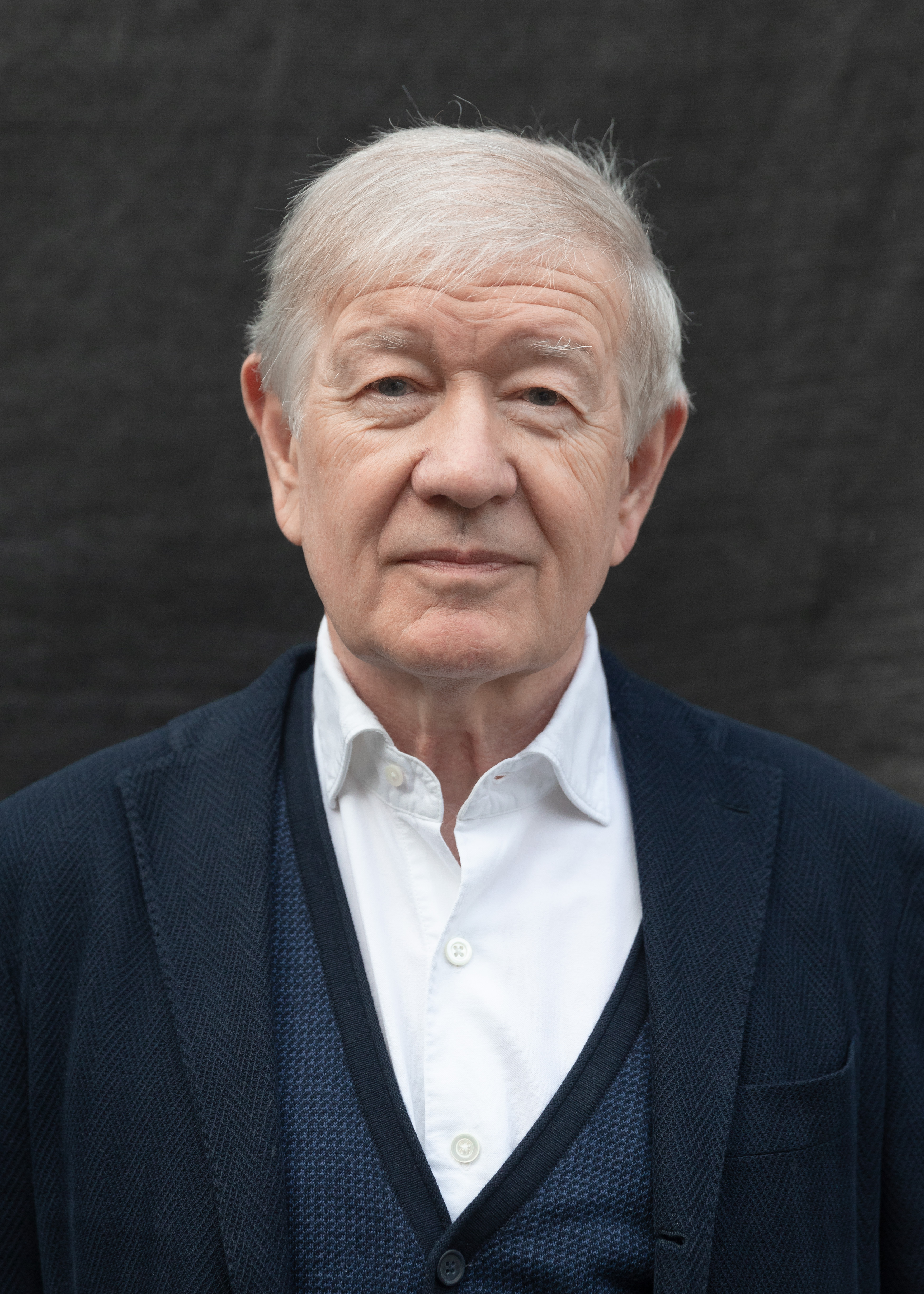
Armin Thurnher (2018)

Armin Thurnher (* 21. Februar 1949 in Bregenz) ist ein österreichischer Journalist und Publizist. Er ist Herausgeber und bis Februar 2025 Chefredakteur der Wiener Stadtzeitung Falter.

## Leben
Nach Studium der Anglistik und Amerikanistik (1967/68) am Wagner College in New York und ab 1968 der Germanistik und Theaterwissenschaften in Wien – die ohne Abschluss blieben – wurde Thurnher 1977 Mitglied im Redaktionskollektiv der von Walter Martin Kienreich gegründeten und herausgegebenen Wiener Stadtzeitung Falter und ist (seit Juni 2012) ihr Herausgeber sowie neben Florian Klenk bis 2025 Chefredakteur. Außerdem ist er Miteigentümer des Falter-Verlags. Seit 1970 ist er als freier Autor, Schauspieler und Bühnenmusiker am Theater tätig, 1972 schrieb er gemeinsam mit Heinz Rudolf Unger das Stück Stoned Vienna. In den 1980er Jahren war er Korrespondent der Kulturzeitschrift Westermanns Monatshefte in Wien. In den 1990er Jahren arbeitete er für die Wochenzeitungen Die Zeit und Die Woche. Kolumnen von ihm erschienen u. a. in den Tageszeitungen AZ, Die Presse und Kleine Zeitung. Er sitzt überdies im Vorstand der offenen Fernsehanstalt Okto, wo er auch einer der Moderatoren der Sendung „Das Medienquartett“ ist.
Er ist ein Kritiker der österreichischen Printmedien-Landschaft, die durch die Kronen Zeitung und die Hochglanzmagazine der NEWS-Gruppe dominiert wird. Seine Leitartikel im Falter beschloss er, zwanzig Jahre lang, allwöchentlich in Anlehnung an Catos Ceterum censeo Carthaginem esse delendam mit dem Satz: „Im übrigen bin ich der Meinung, der Mediamil-Komplex muss zerschlagen werden“. Mediamil ist eine von Thurnher geschaffene Wortkombination aus Mediaprint und den Zeitschriften Format und Profil aus der NEWS-Gruppe.
Im August 2014 legte Thurnher die über Jahrzehnte gepflegte, von seinen Lesern liebgewonnene, Gewohnheit des „letzten Satzes“ ab. Auf Thurnher geht ebenso die Wortbildung Feschismus, ein Kofferwort aus Faschismus und fesch zurück.

## Werke
- Schwarze Zwerge. Österreichs Medienlandschaft und ihre Bewohner. Sonderzahl, Wien 1992, ISBN 3-85449-042-9.
- Franz Vranitzky im Gespräch mit Armin Thurnher. Eichborn Verlag, Frankfurt am Main 1992, ISBN 3-8218-1161-7.
- Österreich neu. Der Report an den Kanzler. Zwölf Provokationen zu Themen der Zeit. Kremayr & Scheriau, Wien 1994, ISBN 3-218-00585-X.
- Aufgezeichnet: Leon Zelman: Ein Leben nach dem Überleben. Kremayr und Scheriau, Wien 1995, ISBN 3-218-00600-7.
- Das Trauma, ein Leben. Österreichische Einzelheiten. Zsolnay, Wien 1999, ISBN 3-552-04926-6.
- Heimniederlage. Nachrichten aus dem neuen Österreich. Zsolnay, Wien 2000, ISBN 3-552-04975-4.
- Wie werde ich Magazin-Journalist? In: Reinhard Christl, Silke Rudorfer (Hrsg.): Wie werde ich Journalist/in? Wege in den Traumberuf. LIT, Wien 2007, ISBN 978-3-7000-0687-9, S. 161 ff.
- Die Wege entstehen im Gehen. Alfred Gusenbauer im Gespräch mit Katharina Krawagna-Pfeifer und Armin Thurnher. Czernin, Wien 2008, ISBN 978-3-7076-0243-2.
- Der Übergänger. Roman, Zsolnay, Wien 2009, ISBN 978-3-552-05367-0.
- Thurnher auf Rezept. Die besten Kochideen aus Visa Magazin, Magazin Complete und Falter. Falter, Wien 2010, ISBN 978-3-85439-449-5.
- Republik ohne Würde. Zsolnay, Wien 2013, ISBN 978-3-552-05603-9.
- Ach, Österreich! Europäische Lektionen aus der Alpenrepublik. Zsolnay, Wien 2016, ISBN 978-3-552-05830-9.
- Fähre nach Manhattan: Mein Jahr in Amerika. Zsolnay, Wien 2019, ISBN 978-3-552-05925-2.
- Anstandslos: Demokratie, Oligarchie, österreichische Abwege, Paul-Zsolnay-Verlag, Wien 2023, ISBN 978-3-552-07278-7.
- Preis und Klage. Reden und Nachreden in Versen. Czernin, Wien 2024, ISBN 978-3-7076-0841-0.

## Auszeichnungen
- 1991: Preis der Stadt Wien für Publizistik
- 1999: Ehrenpreis des Vorarlberger Buchhandels
- 1999: Bruno-Kreisky-Preis für das politische Buch (Hauptpreis) für Das Trauma, ein Leben. Österreichische Einzelheiten[6]
- 2000: Silbernes Ehrenzeichen der Stadt Wien
- 2001: Kurt-Vorhofer-Preis für Publizistik
- 2002: Dr.-Karl-Renner-Publizistikpreis
- 2005: Concordia-Preis, Kategorie Pressefreiheit [Wiener Stadtzeitung „Falter“]
- 2010: Ehrenpreis des österreichischen Buchhandels für Toleranz in Denken und Handeln
- 2013: Otto-Brenner-Preis, Kategorie „Spezial“
- 2016: Bruno-Kreisky-Preis für das politische Buch, Preis für das publizistische Gesamtwerk[7]
- 2024: Österreichischer Staatspreis für Kulturpublizistik[8]
- 2025: Concordia-Preis: Ehrenpreis für das Lebenswerk[9]